# デジモンストーリー 超クロスウォーズ レッド/ブルー
『デジモンストーリー 超クロスウォーズ レッド/ブルー』は2011年3月3日にバンダイナムコゲームスより発売されたニンテンドーDS用のゲームソフト。「デジモンストーリー」シリーズの第4作目となる作品。

## 概要
「デジモンストーリー」シリーズの第4作目となる作品であり、アニメ「デジモンクロスウォーズ」のゲーム作品であり、アニメのキャラクターが多く登場。
基本的なシステムは過去のデジモンストーリーを継承しているものの、「デジモンクロスウォーズ」の世界観に合わせ、進化・退化システムが廃止し代わりに特定のデジモン同士を組み合わせることで新たなデジモンが誕生する「デジフュージョン」や戦闘中に特定のデジモン同士を組み合わせることで強力な必殺技を放つ「デジクロス」といった新システムが搭載。
また、倒したデジモンが落とすデジメロディを再生することで生まれたデジモンを仲間にすることができる。
「リロードチャレンジ」では、公式サイトなどで配信されているデジメロディを利用して取得することも可能。
レッド版とブルー版の2つのバージョンが存在し、登場するキャラやデジモン、サブクエストの内容などが一部異なっている。
シナリオはテレビシリーズ構成を務める三条陸が担当。

## ストーリー
デジタルワールドの平和のため戦い続けるチーム「クロスハート」のジェネラル・工藤タイキとシャウトモン、その仲間たち。
ある日、不思議なメロディに導かれ、「エルエストウゾーン」へと飛ばされてしまう。
そこで、謎のデジモン・スパーダモンとの出会いをきっかけに、タイキたちは新たな戦いに巻き込まれていく。

## 登場人物
工藤タイキ
声 - 高山みなみ
本作品の主人公。中学1年生でクロスハートのジェネラルでもある。困っている人やデジモンを見ると放ってはおけない性格。
シャウトモン
タイキのパートナー。「デジモンキング」になることが夢。
陽ノ本アカリ
タイキの一つ年下の幼馴染。よく無茶をするタイキのサポートなども行う。
剣ゼンジロウ
自称「タイキの永遠のライバル」。本作品ではアカリと共にタイキのサポートに回る。
スパーダモン
エルエストウゾーンで出会ったデジモン。記憶を失っている。甘い物が大好きで、プレッシャーに弱い。アニメ版にも登場するが、設定は異なる。
天野ネネ
クロスハートに協力する美少女ジェネラルだが、本作品ではなぜか記憶を失っており、敵対する。レッド版にのみ登場。
蒼沼キリハ
クロスハートに敵対するチーム「ブルーフレア」のジェネラル。目的は不明だが、スパーダモンを狙っている。ブルー版にのみ登場。